# La Independencia (Las Moritas)

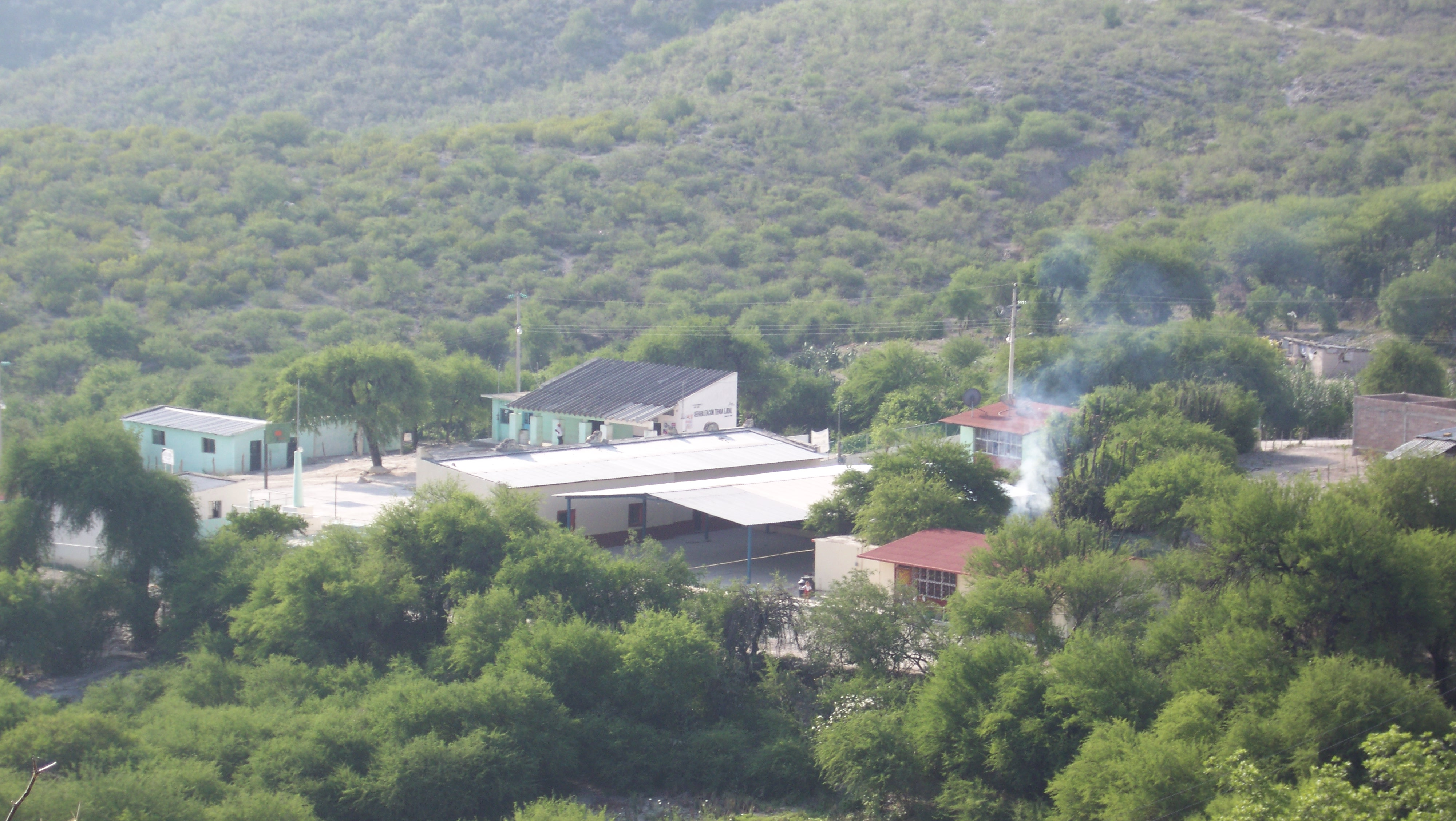
Centro de la comunidad

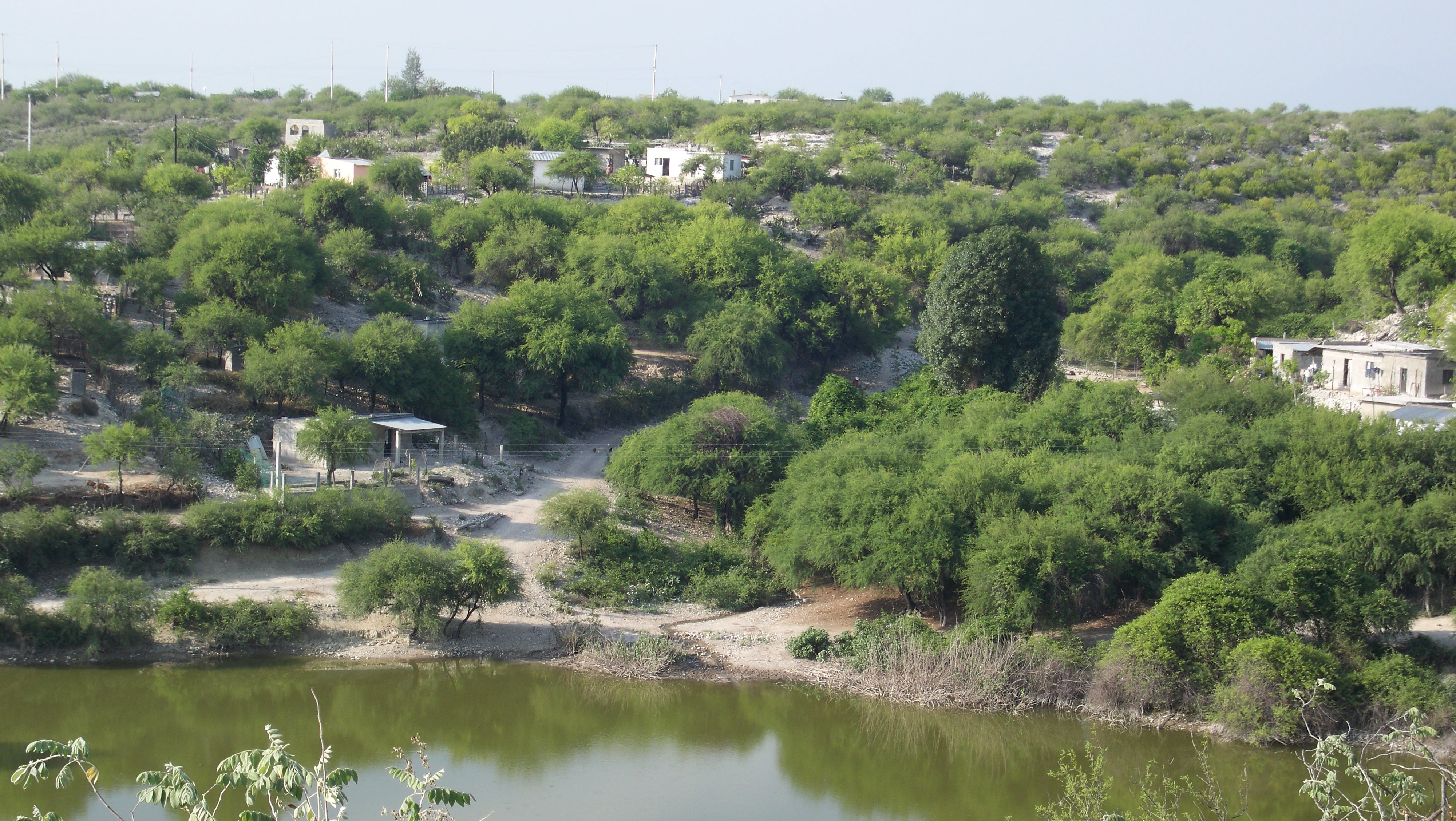
Zona oeste de la comunidad

La Independencia, también conocida como Las Moritas, es una localidad rural mexicana ubicada aproximadamente a 19 km al noroeste de Jaumave, en el estado de Tamaulipas. Tiene un clima seco y caluroso en verano, alcanzando hasta los 46 °C, y en el invierno hasta -10 °C.[cita requerida]

## Geografía física y humana

### Hidrografía
Solo existe un arroyo alimentado por un manantial natural, dicho arroyo a su vez alimenta una represa de agua que en la época de lluvias alcanza su máxima capacidad. Actualmente existe un pozo profundo que abastece la red red agua potable de la comunidad

### Orografía
Su territorio presenta un relieve variado y prolífico, clasificado en dos regiones fisiográficas: Una meseta que se extiende hacia el oeste hasta el pie de las grandes montañas, y una cadena rugosa de cerros y lomas que se extienden hacia el este hasta el pie de las grandes montañas también. Tengo que usar esta descripción porque, hay una peculiaridad poco común; y es que justo en el corazón de la comunidad, convergen el relieve plano y el rugoso. Otorgando un atractivo visual panorámico, que se extiende a más de 30km limitados por las montañas mismas en sus 360°. Por ende se encuentra rodeada por montañas en la Sierra Madre Oriental, a 835 msnm. Asentada sobre este terreno accidentado, calcáreo y pedregoso, con su serie de cerros y lomas que no rebasan los 60 m de altura. 
Se accede por brechas de terracería (caminos alimentadores a la carr. 101) y veredas que en la temporada de lluvias (ago-sept) dificultan el acceso a la comunidaa.

### Flora y fauna

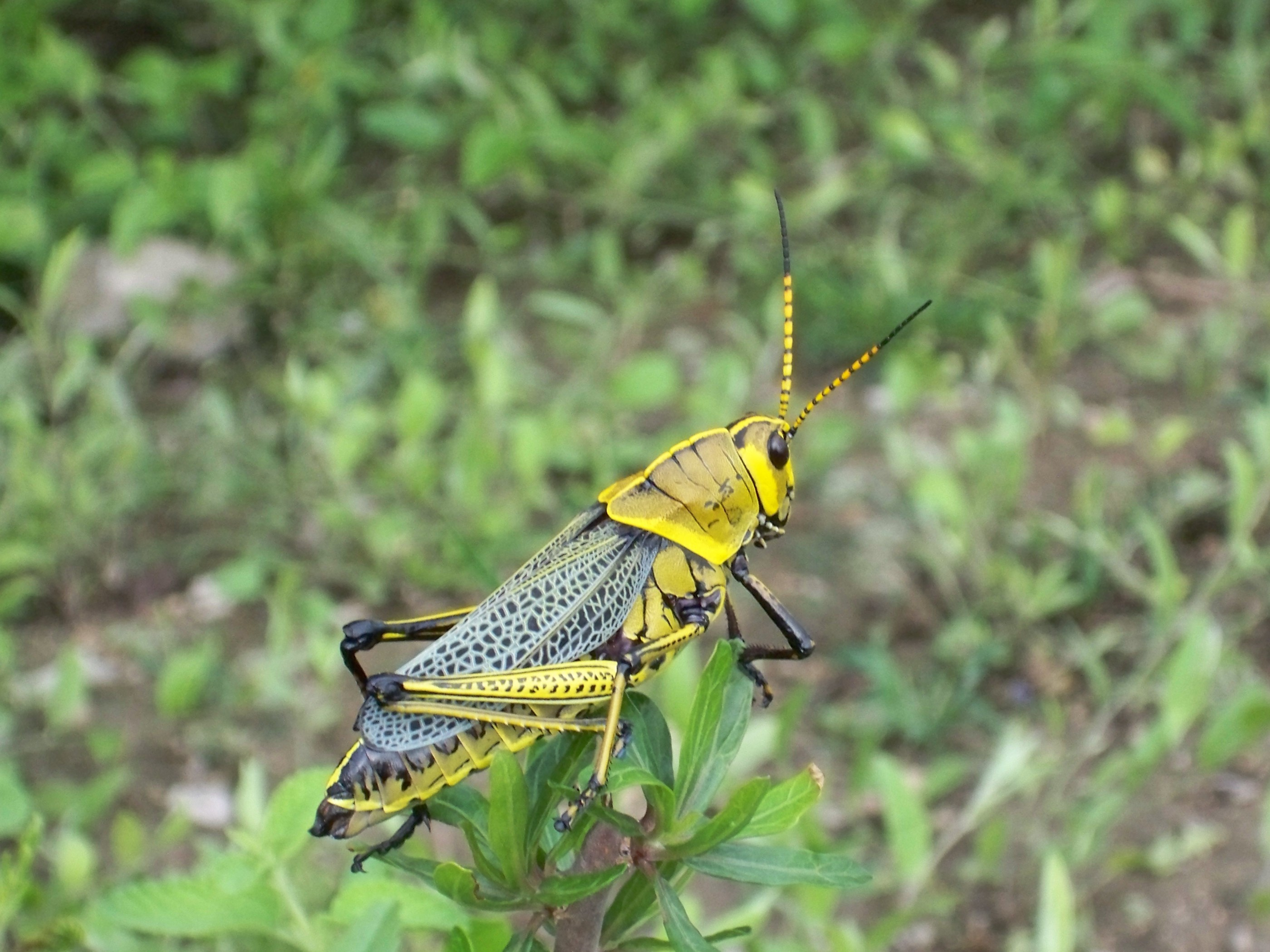
Chapulín numerado

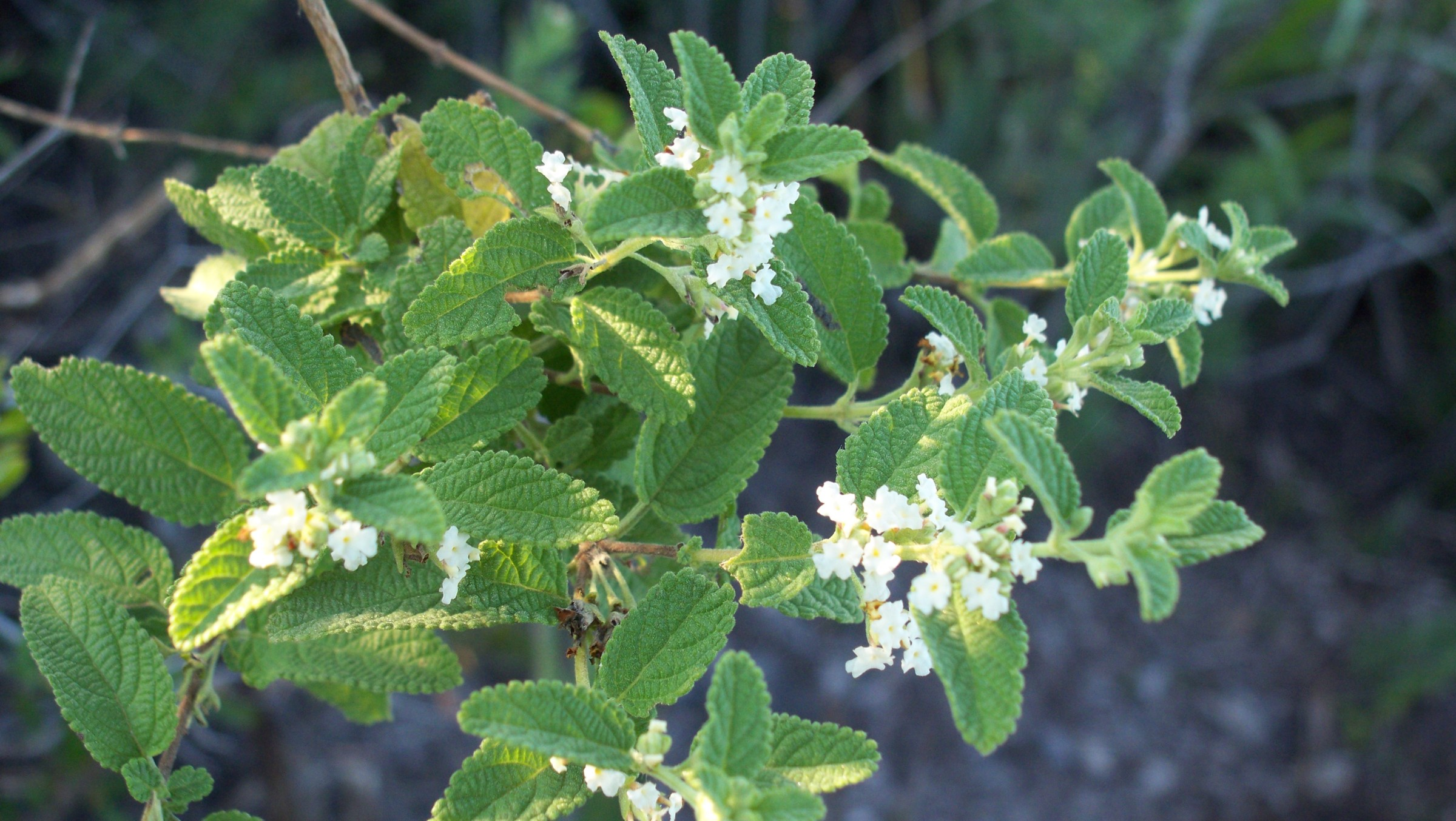
Oreganillo

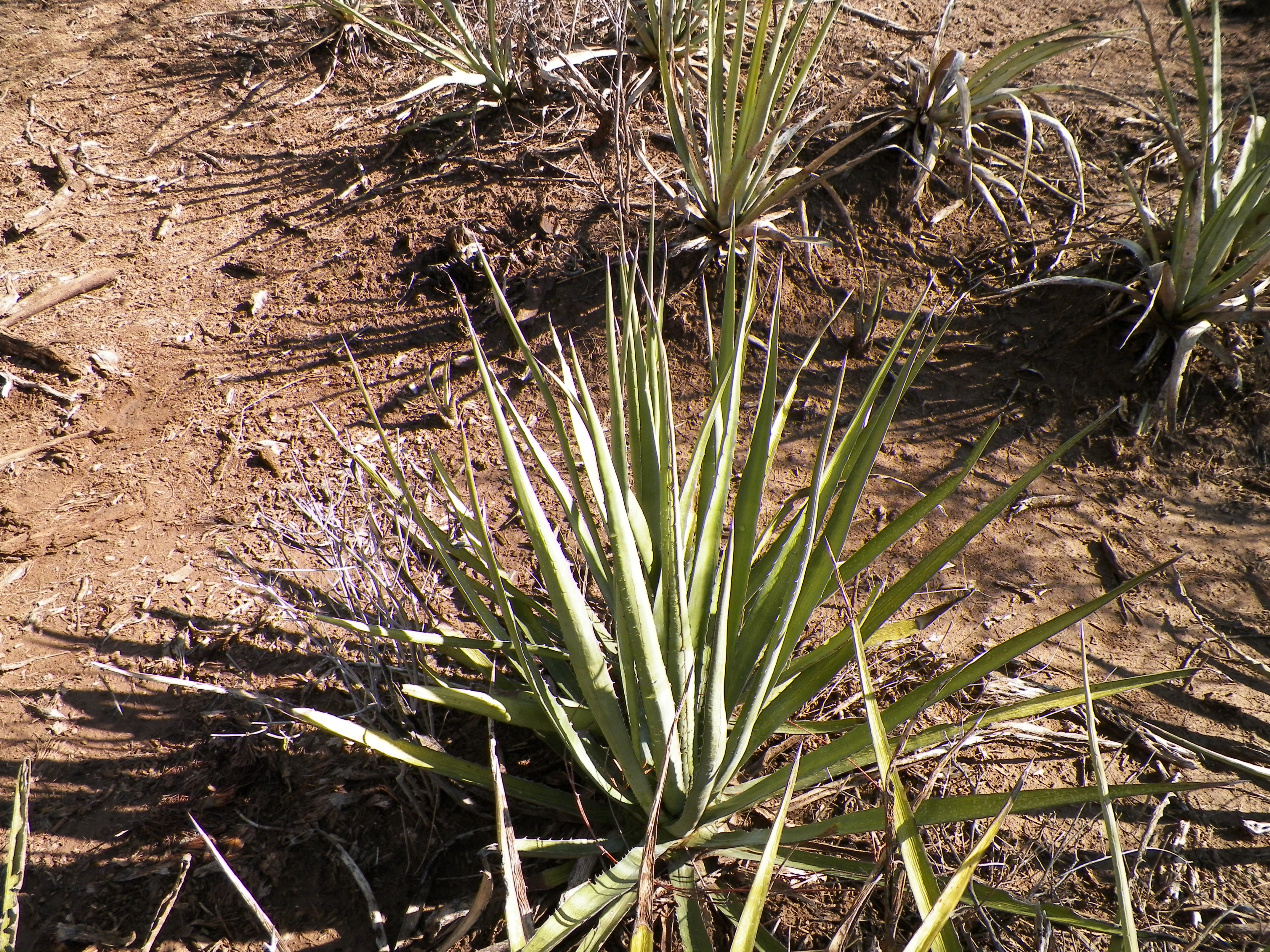
Es una planta de la cual se extrae fibra textil. La lechuguilla pertenece a la familia de los agaves. Esta planta es muy común en el centro-norte y noreste de México. Existe un modo tradicional y rudimentario de extraer la fibra e irónicamente es el más práctico, puesto que existen mejores técnicas para obtenerla. Con ella se elaboran varios artículos (algunos de ellos artesanales) como: reatas, mecates, brochas, escobetillas, costales, mantas para catres, morrales, floreros, candelabros, tapetes etc. También tiene usos en la industria de las carnes. Tuvo gran auge antes de que aparecieran las fibras sintéticas.

Es una zona semiárida, con una flora silvestre que consiste básicamente en mezquites, huizaches “ lechuguilla”, sangre de grado, orégano, nacahua, garambullo, órganos, pithayos, pathol, vetónica, retama, y sábila aloe vera en su mayoría; así como otras variedades como: “la escoba”, la damiana (venadita), oreganillo, salvia, nopal, cardos, tasajillo, biznaga, “malacatero” “ huapilla”, yuca(palma datilera), pita, gabia, vidrioso, ortiguilla, Santa Isabel, chile piquín, granjeno, yerba de la hormiga, oreja de burro, tepolillas, polocote etc. También cuenta con una fauna silvestre que consiste en armadillos, gato montés, venado cola blanca, una gran variedad de víboras, como la víbora de cascabel (chilladora), coralillo, azul o negra, amarilla, nabaca etc.  Zorrillos, tejón, conejos tlacuaches, camaleónes, sapos barrenos; diversas clases de iguanas; lagartijas, zorros rojos, coyotes onzas etc.

## Historia

### Fundación
Fue fundada por algunas familias de colonos provenientes del centro del país (a.1750 aprox.). Se cree que una pandemia: la “fiebre amarilla” acabó casi con el total de la comunidad (1899 - 1901 aprox.). Existen anécdotas en las que se narra la forma atroz y desoladora sobre como la "fiebre amarilla" acababa con sus habitantes. Aun hoy en día cuentan como las personas iban a enterrar a sus muertos: Desde un principio que empezaron a morir fue bastante preocupante porque la enfermedad hizo estragos fatales demasiado rápido; llegó el momento en que tardaban más en enterrar a sus difuntos, que en morir más gente de la que estaban enterrando, y lo más espeluznante es que los mismos que estaban enterrando a sus difuntos, estaban siendo los siguientes en ser llevados al panteón… dice don Juan –“Nomás se oía el llorido por donde quiera. –Los echaban por montones en la carreta; y a luego los que la iban estirando, a la vuelta ya los llevaban también.”- La comunidad fue repoblada por familias campesinas provenientes de Tula, Tam. Esto sucedió entre 1820 – 1850 aprox.
Adquirió la categoría de Ejido en 1938. Tras la Reforma Agraria llevada a cabo por el entonces presidente de México Lázaro Cárdenas del Río El proceso de transformación de la comunidad entonces llamada “Rancho Las Moritas” no fue nada sencillo para sus habitantes; este cambio fue el principio de una verdadera transformación; también fue el común denominador para las demás comunidades circunvecinas así como también de gran parte del México rural posrevolucionario. Secretamente hacían "juntas" mediante las cuales acordaban como organizarse para hacer valer sus derechos. La nueva “reforma agraria” los favorecía, pero se estaban confrontando directamente con el cacicazgo que aún reinaba. Algunos de sus protagonistas fueron: Crespín Zapata, Felipe Zúñiga, Isidro Zúñiga… 
A raíz de una nueva certificación de tierras parcelarias etc. en 1991. (Por decreto oficial 1992), siendo el entonces presidente Carlos Salinas de Gortari El calificativo de "ejido" desmereció importancia, porque bajo las nuevas regulaciones a la Ley Agraria tienen la posibilidad de convertirse en comunidades (comuneros) o viceversa. Estos cambios han estado incidiendo directamente en los modos y costumbres de vida social; en la forma de ejercer los derechos sobre sus tierras. (Tras la modificación a la ley agraria del artículo 27 constitucional, el ejido dejó de existir como tal) hoy en día (2014), el Ejido  sigue transformándose mediante programas gubernamentales como: PROCEDE
No existe un registro oficial de acontecimientos que atestigüen el origen exacto de la comunidad, este se pierde en las leyendas y relatos transmitidos de generación en generación por los ejidatarios quienes narran y afirman que originalmente el lugar fue habitado por los indios janambres Aunque también hacen alusión a los indios pames. Estos fueron sometidos por los “hacendados” y obligados a trabajar en las haciendas de los mismos (los Zorrilla s. XVIII etc.). Estos personajes llenos de codicia y ambición, sembraron el terror entre los nativos, a quienes finalmente sometieron violentando sus costumbres y su integridad física, finalmente terminaron apareándose con ellos mediante el abuso y la violación de sus derechos más elementales. En tiempos previos a la revolución (1900 aprox.) la situación social de la gente (mestizos) era igual de horrenda o peor que la de los antiguos janambres y pames, ya que la explotación de ciertos recursos como la “lechuguilla”, el maíz, el ganado caprino, equino y vacuno estaban en pleno apogeo en esta época. (Quiero hacer énfasis en la “lechuguilla” ya que este era el producto más ambicionado y cotizado del mercado no solo nacional sino internacional, porque de esta materia prima se extrae la fibra textil “ixtle” en esta época aún no existían los productos sintéticos. La fibra de la lechuguilla, no solo gozaba de una importancia vital en la industria textil sino en la elaboración de algunos enseres para el hogar como brochas, cepillos, escobetas, escobetillas, mantas para catres rústicos, morrales etc. sino que también se elaboraban “cepillos dentales” de los cuales existió una fábrica en Jaumave, Tam. Dicho producto tenía exportación a Europa, s. XVIII ) En esta época no existían la tecnología ni la maquinaria suficiente para la explotación de estos recursos; solamente ciertos artefactos bastante rudimentarios y la fuerza humana. Los capataces de las haciendas, imponían a los campesinos “jornadas” de trabajo que rayaban en lo inhumano desde "antes de rayar el sol" (término coloquial regional), empezaban la dura jornada hasta el anochecer hasta que completaban “la tarea encomendada”, había castigos severos y ejemplares para quienes no cumplían con la misma: eran enviados a un cuarto especial, al que llamaban “la calera” era un cuarto de cal (una forma de óxido de calcio – óxido cálcico) en el cual metían al castigado por no haber completado la “tarea” no sin antes de darle de azotes. Fue una época demasiado cruel, la gente dependía por entero de la “tienda de raya” (la cual pertenecía al patrón – “el hacendado”) en la cual se endeudaban de por vida. La explotación y el abuso se daban a "diestra y siniestra", de mil formas por parte de los caciques. Figuran algunos nombres como el de José Zorrilla y Blas Uvalle como unos de los últimos caciques, de la región. De este último: Blas Uvalle, se dice que tenía un “aro especial” con el que media la cintura de las doncellas de la comunidad y comunidades circunvecinas con el afán de escoger las mejores y abusar de ellas (sexualmente) Pero también hubo quienes secretamente se empezaron a reunir, haciendo juntas, con el afán de encontrar un remedio a tanto abuso por parte de los hacendados y caciques de la región, así empezó la insurrección local de esta comunidad en vísperas de la Revolución mexicana (a.1910). Una vez que la misma estalló la situación empeoró e irónicamente liberó a los campesinos de sus verdugos. La gente huía de las balas. Las huestes del General Carrera T. se esparcían desde Tula, y conforme avanzaban muchos se unían a la causa revolucionaria, mientras que los ricos caciques, hacendados y sus allegados hacían lo que podían para huir de los revolucionarios, así que enterraban desesperadamente parte de sus bienes, incluso el dinero, (tenían cantidades escandalosas de dinero guardadas en las fincas) no podían huir con esos bienes así que los enterraban en lugares estratégicos como en el interior de sus propias casas o en las norias de agua, las cuales sellaban, e incluso algunos de ellos sacrificaban algunos de sus más fieles sirvientes y los echaban a los pozos con todo y dinero para que lo resguardaran desde el “más allá”. Las sierras son testigos de sus inquilinos temporales viviendo en sus cuevas en lo más recóndito de ellas Muriendo lentamente de hambre y de las enfermedades, llegaron a compartir con los animales muchas de las plantas silvestres, como la “guapilla”y una gran variedad de cactáceas como el nopal y sus frutos, la pitahaya, el maguey etc.…
Pasaron algunos largos años para que la comunidad nuevamente se repoblara, pero ahora como seres humanos libres, sin un capataz que les dijese que hacer; con muchos sueños que forjar. Definitivamente un nuevo amanecer llegaba a sus vidas, y aunque las cicatrices estaban a flor de piel, la fuerza de la fe y la esperanza por un mundo mejor eran mucho más grandes que todo el dolor padecido…

## Leyendas

### La leyenda del Cerro del Pilón
Cuentan leyendas de la región que los antiguos mexicanos tras la inevitable derrota por parte de los españoles, y bajo órdenes explícitas de Moctezuma Xocoyotzin, huyeron hacia esta región, trayendo consigo lo más preciado de la civilización Azteca, la gente de la región (la gente de edad avanzada) siempre se mostraba renuente a profundizar en el tema, llegando en algunos casos a un total hermetismo sobre el secreto que celosamente guardaban los antiguos habitantes de La Independencia; o simplemente sabían a medias una gran verdad perdida con el paso de los siglos... como sea, el caso es que como en un sueño recuerdo que en el comienzo de la década de los setenta, como algunos gringos venían con mucha frecuencia preguntando específicamente por este lugar: "el Pilón" un kilómetro al norte de La Independencia. Porque al parecer existió una enorme cueva, en el cerro en la cual rendían culto a sus deidades, en la época de los hacendados esta cueva se ordenó por los mismos que se cerrara, por constituir un problema que rayó en el misterio, ya que todo lo que entraba, ya no salía, así desaparecían animales y personas. Cuesta trabajo dar crédito a este tipo de información, por tener sendas similitudes con relatos referentes a la historia oficial en transición entre el México precolombino y colonial. Pero plasmo esta información porque creo que todo individuo tenemos derecho de libre albedrío para expresar nuestras opiniones por muy locas o descabelladas que estas parezcan. 

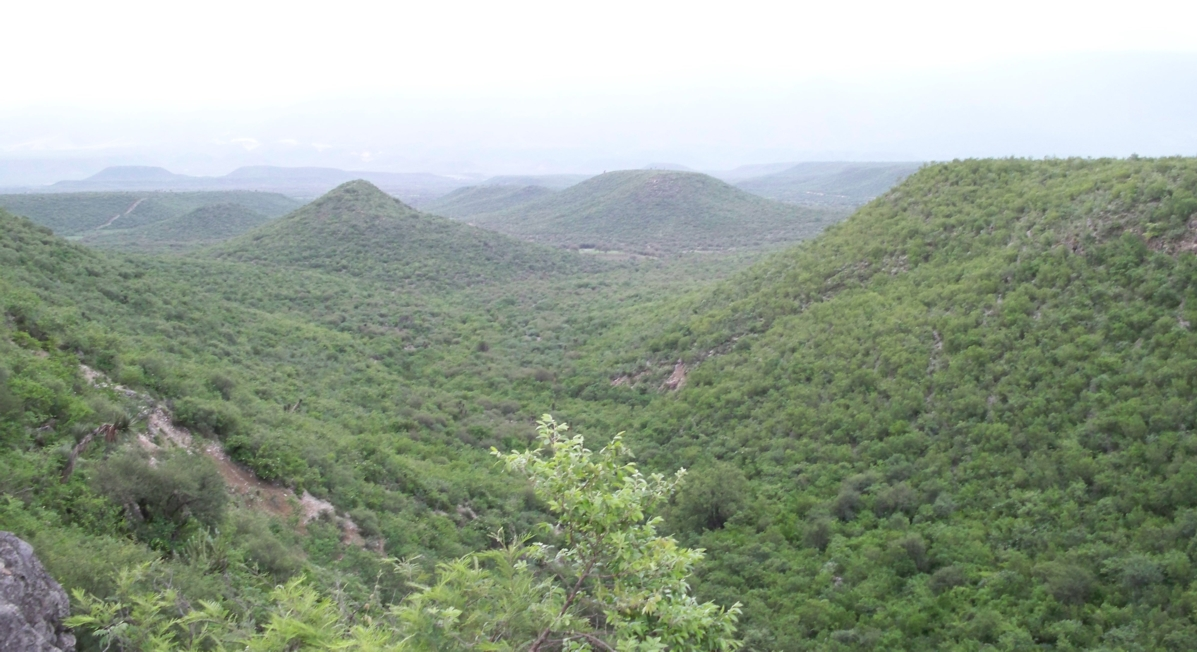
Cerro del pilón

### Leyenda de El Gallito
En esta zona justa a las faldas del cerro del "pilón" hacia el sur del mismo; se encuentran claros vestigios de un asentamiento humano bastante activo en el pasado. Ruinas de hornos a flor de tierra con fragmentos de barro adyacente; puntas de flechas de obsidiana negra. De hecho Crescencia Tinajero (una persona nacida a finales del s.XIX) afirmó categóricamente de la existencia de esta comunidad india, llamada “El Gallito” la cual fue diezmada y sometida por los invasores españoles. Gran parte de los habitantes de la hacienda de “El Limón” y de “La independencia” les precedieron.
Solo para concluir este breve comentario, tengo que aclarar que este lugar está "encantado" término usado por la gente de la comunidad para explicar que es un lugar misterioso y hechizado por los indios de la antigüedad. Está custodiado por las ánimas de los Guerreros-brujos de la élite de Moctezuma Xocoyotzin

## Lugares de interés

### La Pilita
A 1.5 km. Al noroeste de la comunidad existe un lugar al que llaman “la pilita” el cual consiste en una cañada con unos árboles enormes (comas) que contrastan en su variedad y tamaño con su entorno. Llegar a este lugar es como adentrarse en tiempos prehistóricos, cuando las criaturas gigantes gobernaban la Tierra. Es una cañada modesta pero interesante, porque indudablemente nos hace pensar en modo alguno en los dinosaurios, por la morfología que presenta dicho lugar; podemos encontrar relieves con algunas cuantas hojas fosilizadas. La morfología en si del lugar, otorga alas a la imaginación…

### El Limón
Justo a 100-120 m al noroeste de “la pilita” se encuentran
las ruinas de una ex-hacienda, llamada “La Hacienda El limón” No son más que
los vestigios de una época de bonanza forjada en aras de la pobreza y la
ignorancia. 
En la década de los 80´s del siglo anterior hubo un frenesí por encontrar dinero enterrado en la zona. Así que varios individuos se dieron a la tarea de localizarlo. Algunas personas tuvieron la suerte de encontrar algo de dinero de la época revolucionaria; generalmente dinero en monedas de cobre y plata que algunos de sus habitantes en vísperas de la Revolución Mexicana enterraron en sitios estratégicos. Este frenesí por el dinero antiguo fue la razón que poco a poco acabaron con la escasa arquitectura colonial de la zona; tratando de encontrar entre sus paredes, los preciados tesoros de antaño. 

### La Virgencita del Carrizo
Está ubicada 2 km. Aprox. al sur de la comunidad entre esta y la comunidad circunvecina de José María Morelos. Es un centro de culto relacionado con los feligreses católicos. 
Existe un relato-mito sobre este lugar: Se cree que la Virgen de Guadalupe se apareció en forma de una niña a un campesino; justo en el lugar donde hoy se encuentra su capillita. Se dice que en cierta ocasión uno de los trabajadores de la hacienda estaba tan preocupado por las deudas acumuladas con el “hacendado” puesto que la fecha límite para abonar se había vencido, y haciendo caso omiso pensó en huir de la hacienda. En el extremo de su desesperación cuando se dirigía de regreso a la hacienda, de pronto de la nada se le apareció “una niña” a un lado del camino; y antes de que él le dijera nada, ella le habló diciéndole que no se preocupara, que no iba a tener problemas con el “patrón” que regresara tranquilo, todo se iba a arreglar; y en efecto, el hacendado no solo le perdonó, sino que le condonó toda su deuda. El campesino se acordó de aquella niña salida de la nada y regresó al sitio donde la vio a la vera del camino, el lugar donde la vio parada era una pequeña saliente de “tepetate” y para su sorpresa justo en la superficie descubrió un relieve con la imagen de La Virgen de Guadalupe, aquel hombre quedó impresionado con aquel milagro divino que en agradecimiento construyó un paraje rudimentario en ese lugar y empezó a adorarle. Con el correr del tiempo más y más personas se enteraron de la experiencia divina de ese campesino, que empezaron a frecuentar también el lugar. Posteriormente entre todos los creyentes le construyeron una pequeña casa de un techo de palma (yuca) pero fue incendiada por los nuevos creyentes de una religión protestante (emergente en la comunidad) que trajeron los gringos; de este modo se fragmentó una más de sus costumbres y creencias. Creen que en cierta ocasión un campesino que pasó por allí, totalmente borracho y contrario a la creencia en La Virgencita Del Carrizo; se le ocurrió mearse encima de ella, y como castigo por su grave ofensa, desde ese momento ya no pudo retener la orina nunca más, y tuvo que vivir así hasta su muerte. Así nació la historia-leyenda de La virgencita Del Carrizo. Su nombre de “el carrizo” se debe a que cerca de ese lugar estaba una hacienda con el mismo nombre: Hacienda del Carrizo.

## Economía y condición social
La mayoría de la población adulta, viven de la explotación de sus recursos forestales como lo son la lechuguilla (extraen la fibra textil – ixtle), la aloe vera (sábila), el oreganillo, la damiana (venadita) ; el maíz (el cual siembran de temporal, cada campesino siembra un promedio de 1.5 ha cada año; así como la cría y venta de ganado caprino, porcino y bovino. La ignorancia y la falta de los conocimientos más elementales, hacen que el intermediarismo sea el más beneficiado con sus productos). Esta es también una característica común de las comunidades circunvecinas Plan de Ayala, José Ma. Morelos, Francisco Medrano, La Unión, San Antonio, Magueyes, San Juan de Oriente, San Juanito, El carrizo, Cañitas, La puente, San Lorenzo, Redención del Campesino, etc.

Un gran porcentaje de la comunidad joven de 15 a 30 años aproximadamente se emplean en las “plantas procesadoras” de la aloe vera (sábila), con jornadas inhumanas en algunas de esas plantas; con horarios que no ven la luz del día cuando los y las jóvenes parten a su trabajo, ni tampoco cuando regresan; con jornadas diarias que van de 12 a 16 horas y en no muy pocas ocasiones muchas horas más. Una situación por demás denigrante, abusiva, indolente e inhumana donde el “patrón” los emplea a capricho, por intereses de su empresa, los días laborales que el elige... Esta comunidad es tan solo un reflejo de la marginación, el abandono y la genuflexión en la que se vive en toda esta región de Jaumave. 
También tienen empleos alternos y temporales otorgados por los gobiernos estatal y federal a través de instituciones como la SCT y SEDESOL. Esto ayuda en gran medida a mitigar la pobreza en la que se vive en esta comunidad. Un porcentaje mínimo de sus habitantes emigran hacia los Estados Unidos en busca de mejores oportunidades.
Esta foto, es un claro ejemplo sobre como las carencias están a flor de piel y la pobreza extrema, la ignorancia, las religiones y por supuesto los políticos, hacen su agosto con la vulnerabilidad de las familias pobres. Explotando su recursos, su fuerza laboral e incluso sus escasas ideas, este no es más que uno de una infinidad de ejemplos esparcidos a lo largo y ancho de nuestra Madre Tierra, y muestran lo indiferentes e indolentes que son muchos seres humanos ante la adversidad de nuestros semejantes; es una muestra de cuan lejos estamos en la escala evolutiva del amor, el respeto mutuo, la bondad, la compasión, la tolerancia, la justicia, el bienestar social, etc.

## Educación
La comunidad cuenta con un Jardín de niños; una escuela primaria y una Tele secundaria. 
Realidad contemporánea de la enseñanza local
Desafortunadamente la calidad de la “enseñanza escolar” deja mucho que desear. Existe demasiada apatía por enseñar de una manera eficiente; correcta; pero sobre todo justa. Por ende, es bastante frecuente el ausentismo por parte de maestros y alumnos, además de la deserción en todos los niveles de enseñanza. Las causas que originan toda esta decadencia, son diversas: problemas magisteriales internos al sindicato; en franco detrimento de la formación cultural y laboral de las futuras generaciones de mexicanas y mexicanos. Pero lo verdaderamente infame es la inconsciencia de gran parte del magisterio rural y de padres de familia; que se muestran indiferentes sobre el progreso de sus hijas e hijos, esto se refleja en la ignorancia, pobreza y vulnerabilidad en general de los jóvenes habitantes, por ende los adultos siguen teniendo un poder imperante sobre sus jóvenes hijos adultos, que incapaces de decidir por sí mismos, apelan siempre al consentimiento de ellos para transformarse en sus acciones más importantes, estableciendo así una codee pendencia que termina casi siempre convertida en un círculo vicioso de patrones existencialistas estancados, comunes en el pasado. Así, es común ver que las llamadas tradiciones en las comunidades rurales no son más que el reflejo de costumbres cimentadas en fanatismo e imposición religiosa, mezcladas con los remanentes de su cosmogonía precolombina.  Las nuevas generaciones se suman a la genuflexión y a la marginación en que los “pobres de espíritu” (algunos maestros, líderes políticos y religiosos) mantienen sumida a las comunidades rurales. Así no les es difícil a estos corruptos, lucrar con la pobreza e ignorancia de los habitantes de las comunidades rurales, sembrando entre ellos el conformismo e incapacidad en todos los sentidos. Es muy común ver en vísperas electorales la manipulación y compra descarada de sufragios, a través de dinero en efectivo y "despensas"raquíticas. La efervescencia social está a todo la que da en estos tiempos, la imagen del maestro no es de extrañar que juegue casi siempre un papel protagónico en la vida política no solo de Jaumave sino de México entero. No en balde se han ganado a pulso una mala reputación a nivel nacional, en detrimento de los buenos maestros y alumnos de nuestro país. Porque hay muchos maestros que abiertamente ejercen y ambicionan posiciones laborales diferentes a su vocación. Y lo que es realmente aberrante e infame es ver como muchos jóvenes caen en la desesperanza y las limitaciones de toda índole cuando deciden abrirse camino a nuevos horizontes buscando un mejor futuro, y lo único que encuentran es la cara de un mundo hostil e indiferente, que los menosprecia, maltrata e insulta; así gradualmente se van transformando en feos individuos; despiadados y siempre a la defensiva; refugiándose en las redes sociales, usándolas como el mejor medio para desahogar sus inquietudes; convirtiéndose muchos de ellos eventualmente en delincuentes comunes. Las bandas y carteles del crimen organizado, ven ellos un campo fértil y oportuno para engrosar sus filas delictivas. Las mujeres jóvenes a veces desde la infancia terminan siendo la servidumbre de los pueblerinos y citadinos adinerados, hasta en tanto deciden formar una familia; mientras tanto se vuelven el soporte de hogares enteros en los que ayudan a solventar las necesidades más básicas de supervivencia. Aunque recientemente algunas jóvenes mujeres y hombres de la comunidad rural, están consiguiendo tener una mejor preparación académica en otras latitudes, y esto se está traduciendo en mejores oportunidades de empleo; y crecimiento para la comunidad. Ellos se están transformando en nuestro verdadero baluarte y la luz de un mejor porvenir. 

## Salud y nutrición
La comunidad cuenta con un centro de salud “clínica” que presta sus servicios no solo a la comunidad, sino en las comunidades circunvecinas. 

## Festividades

### Fiesta patronal
La primera festividad del año es de carácter religioso; es la fiesta patronal en honor a la Santa Cruz, que se celebra el día 3 de mayo, se caracteriza por sus danzas autóctonas que son una tradición que se remonta a la época prehispánica. La danza la ejecutan un grupo de adultos y menores de ambos sexos,(entre 40 á 60 integrantes) a los que denominan “cuadro de la danza” Este cuadro está compuesto por “los caballitos” Hombres ataviados con una especie de huacal que simula ser el caballo en el que van montados, (es una clara remembranza de la vida campirana que entremezcla el anhelo de todo ranchero, de tener su propio ganado y su propia tierra para cultivar). Danzantes ataviados de vistosos penachos con largos listones que les llegan a la cintura; adornados de plumas, lentejuelas espejos y demás ornamentos que se ciernen en torno a sus cabezas; usan un delantal y una sonaja que sacuden al ritmo de sus pies. Dos hombres se encargan de amenizar al compás de la guitarra y el violín que desgranan notas en una melodía sin fin que nos remonta a otra época; con sonetos como el "son de los enanos". Desde luego que la serie de movimientos, su música e instrumentos para ejecutarla han cambiado mucho, pero no así desde la funesta invasión de los gachupines (del náhuatl gachupilli, que significa “hombre malo”) porque aquí como en otras partes del país los invasores no lograron del todo destruir por completo las creencias y modos de vida de los antiguos mexicanos, mucho menos sus costumbres. La festividad dura cinco días empezando el día primero de mayo y culminando el día cinco, pero la parte medular de la festividad se centra el día tres, obviamente; con juegos pirotécnicos, con la “quema del castillo” y las más importantes “labores” término que le dan al desenlace de la danza, con “la trenza (que refleja la añoranza de la unidad por la cual hay que trabajar juntos, aun en los peores momentos y con objetivos comunes . Esto es algo que ha quedado soslayado para formar parte de un idealismo confuso)”; el “robo de la malinche”(remembranza del agravio atroz que cometieron los españoles-gachupines en contra de nuestras mujeres, al haberlas abusado y violado) ; la “capada del toro”; “la muerte del viejo”; y por último la despedida del “cuadro de la danza” que realizan el último día, llevando la cruz cristiana de madera de más de dos metros, en procesión rumbo a la “loma de la Santa Cruz” ; la cual será su última morada por el resto del año; hasta que en Semana Santa es bajada nuevamente . La fiesta concluye por la noche con un baile en la que por lo general ameniza algún grupo musical local.

### Aniversario de la comunidad
La segunda y última festividad se lleva a cabo el 19 de septiembre. Se celebra el día del ejido, a diferencia de la anterior aquí solo es un día en el que se ofrece una comida pública y "gratuita" para toda la comunidad y en la cual participan voluntariamente gran parte de sus habitantes, las mujeres se dan a la tarea de preparar un banquete que por lo general consiste en platillos regionales como "barbacoa", "asado", y tamales; acompañados de sodas comunes.
Los jóvenes se dan a la tarea en adornar el recinto del "comedor improvisado", que por lo general está a la intemperie. En el transcurso del día se llevan a cabo algunas actividades culturales mayormente patrocinadas por instituciones educativas del municipio de Jaumave; como la Escuela Normal Rural y el CBTIS 210, consistentes en bailables regionales y representativos de otras entidades federativas. Esta es una ocasión en que algunas veces las autoridades municipales haces acto de presencia y conviven con los habitantes. 
(En casi todas las demás comunidades circunvecinas se organizan jaripeos-rodeos, escaramuzas, esta comunidad es la excepción, porque aún no cuenta con la infraestructura necesaria para esta clase de eventos, para enriquecer esta festividad anual.